# Ома (Вісконсин)
Ома (англ. Oma) — місто (англ. town) в США, в окрузі Айрон штату Вісконсин. Населення — 320 осіб (2020).

## Демографія
Згідно з переписом 2010 року, у місті мешкало 289 осіб у 137 домогосподарствах у складі 89 родин. Було 526 помешкань
Расовий склад населення:
| - 100,0 % — білих |

До двох чи більше рас належало 0,0 %. Частка іспаномовних становила 0,0 % від усіх жителів.
За віковим діапазоном населення розподілялося таким чином: 14,2 % — особи молодші 18 років, 60,2 % — особи у віці 18—64 років, 25,6 % — особи у віці 65 років та старші. Медіана віку мешканця становила 55,4 року. На 100 осіб жіночої статі у місті припадало 102,1 чоловіків;  на 100 жінок у віці від 18 років та старших — 100,0 чоловіків також старших 18 років.
Середній дохід на одне домашнє господарство  становив 57 783 долари США (медіана — 48 500), а середній дохід на одну сім'ю — 61 421 долар (медіана — 54 063). Медіана доходів становила 46 000 доларів для чоловіків та 39 375 доларів для жінок. За межею бідності перебувало 11,3 % осіб, у тому числі 10,0 % дітей у віці до 18 років та 12,8 % осіб у віці 65 років та старших.
Цивільне працевлаштоване населення становило 97 осіб. Основні галузі зайнятості: освіта, охорона здоров'я та соціальна допомога — 24,7 %, виробництво — 18,6 %, роздрібна торгівля — 14,4 %, публічна адміністрація — 10,3 %.